# Саламандра струнка
Саламандра струнка (Batrachoseps attenuatus) — вид земноводних з роду Хробакоподібна саламандра родини Безлегеневі саламандри.

## Опис
Загальна довжина сягає 7—13 см. Голова невелика, очі маленькі. Тулуб витягнутий, стрункий. Кінцівки завдовжки 8—9 мм, які не використовує при русі, а звивається подібно змії. на кожній з кінцівок по 4 пальці. Забарвлення спини чорне з червонуватою або коричневою смугою. Черево темного тону із білуватим відтінком.

## Спосіб життя
Полюбляє лісисту місцину. Зустрічається на висоті до 1000 м над рівнем моря. Ховається у норах інших тварин або під камінням, добре риє м'яку вологу землю. У сховищах, згорнувшись кільцями, подібно зміям, проводять день до десятка саламандр разом.
У період дощів, у жовтні, самиця відкладають у своїх схованках 12—20 яєць, які обвивають своїм тілом. Навесні з'являються личинки завдовжки близько 18—19 мм їх розвиток відбувається на суші.

## Розповсюдження
Мешкає у південно-західному Орегоні та Каліфорнії (США).